# Samed Onur
Samed Onur (* 15. Juli 2002 in Düsseldorf, Nordrhein-Westfalen) ist ein türkisch-deutscher Fußballspieler. Er stammt aus der Jugend des Bundesligisten Bayer 04 Leverkusen und kam für den Verein im Dezember 2020 zu seinem Profidebüt. Seit Februar 2024 spielt er in der Türkei für Sakaryaspor.

## Karriere

### Verein
Samed Onur begann seine Karriere im Alter von fünf Jahren beim BV 04 Düsseldorf im Stadtteil Golzheim. Zu diesem war er zuvor mehrmals von einem seiner älteren Brüder mitgenommen worden. Als ein Jugendtrainer des Vereins auf Samed zukam, um ihn zu sich ins Training zu holen, entschied er, aktiv zu spielen. Nach zwei Jahren wechselte er innerhalb der Stadt zu Fortuna Düsseldorf. Ebenfalls zwei Jahre später erhielten Onur und seine Eltern Anfragen von anderen Profivereinen in Nordrhein-Westfalen, die an einer Verpflichtung des Jugendspielers interessiert waren. Die Familie entschied sich Mitte 2012, kurz nach Onurs zehnten Geburtstag, für einen Wechsel zu Bayer 04 Leverkusen. Ab dann spielte er in allen U-Mannschaften der Leverkusener. Hauptsächlich auf der Position des linken Flügelstürmers gesetzt, musste sich Onur in seiner ersten Saison 2017/18 für einen Stammplatz empfehlen. Doch kam er in den 28 Partien des Vereins lediglich auf einen Einsatz über die vollen 80 Minuten, in elf Partien fand er keine Berücksichtigung auf dem Platz. In der Hauptphase des Wettbewerbs erzielte er drei Tore, was dazu beitrug, dass seine Mannschaft in die Meisterschaftsendrunde gelangte, in der sie im Halbfinale an Borussia Dortmund scheiterte. In seiner zweiten Saison für die B-Jugendmannschaft etablierte sich Onur als Stammspieler und zahlte das Vertrauen des Cheftrainers Markus von Ahlen mit 18 Toren im Ligawettbewerb zurück. Er verpasste von 26 möglichen Spielen nur eines und war mit seiner Trefferausbeute gemeinsam mit drei weiteren der dritterfolgreichste Torschütze des gesamten Wettbewerbs.
Nach seinem altersbedingten Aufstieg in die A-Jugend des Vereins spielte Onur lediglich einmal am ersten Spieltag – in der Folge erlitt er einen Kreuzbandriss –, bis die Saison ab Anfang März 2020 aufgrund der COVID-19-Pandemie abgebrochen wurde.
Durch vermehrte Verletzungen im Profikader des Vereins erfuhr Onur am 10. Dezember 2020 für die Europa-League-Partie gegen Slavia Prag eine Berücksichtigung als Ersatzspieler im Kader. Cheftrainer Peter Bosz setzte ihn als Einwechselspieler für Daley Sinkgraven ein, wodurch Onur sein erstes Pflichtspiel im Herrenbereich absolvierte.
Nachdem sein Vertrag mit den Leverkusenern Ende Juni 2021 ausgelaufen war, wechselte er in die Türkei und schloss sich dem Erstligisten Fatih Karagümrük SK an. Anfang Februar 2024 wechselte er ligaintern zu Sakaryaspor.

### Nationalmannschaft
Onur ist sowohl für die Auswahlmannschaften des türkischen als auch deutschen Fußballverbandes spielberechtigt. Beide Verbände zeigten Interesse, den gebürtigen Düsseldorfer in ihren Auswahlen auflaufen zu lassen. Onur entschied sich im März 2021 öffentlich für eine Nationalmannschaftskarriere mit der Türkei.

## Persönliches
Onur kam im Juli 2002 in Düsseldorf zur Welt, seine Eltern waren zuvor aus der Türkei nach Deutschland ausgewandert. Zuerst wuchs er mit seinen zwei älteren Brüdern im Stadtteil Derendorf auf, später zog die Familie nach Eller. Nachdem er die neunte Klasse erfolgreich abgeschlossen hatte, wechselte er für die weitere schulische Ausbildung auf das Landrat-Lucas-Gymnasium in Leverkusen-Opladen, das mit Bayer 04 kooperiert und Schülern die Rahmenbedingungen für eine parallele fußballerische Ausbildung im Verein bietet. Zudem zog er in den Haushalt einer Gastfamilie in der Stadt.